# Eta Kappa Nu
Eta Kappa Nu (HKN) ist eine Honor Society für Elektroingenieure und Informatiker. Die 1904 gegründete Organisation wählte als ihren Namen den ersten, vierten und letzten Buchstaben des griechischen Wortes für Elektron. Anfänglich war HKN eine ausschließlich auf US-Universitäten ausgerichtete Organisation zur Ehrung besonders guter Studenten der Elektrotechnik und zur Förderung des Berufsstandes, insbesondere durch Vernetzung der Mitglieder. Einmal gewählt, bleibt man lebenslang Mitglied.
Seit dem Jahr 2000 werden auch qualifizierte Informatiker aufgenommen. Man kann nur Mitglied durch Einladung nach gutem Studienabschluss oder nach Auswahl durch Gremien werden, welche verschiedene Auszeichnungen vergeben. Im September 2010 wurde HKN eine Organisationseinheit des Institute of Electrical and Electronics Engineers (IEEE). Seither können nur Mitglieder von IEEE auch HKN-Mitglieder werden.
Es gibt inzwischen über 175 Chapter, angeschlossene Unterorganisationen an verschiedenen Hochschulen, darunter auch außerhalb der USA (Kanada, Indien, Hong Kong, Singapur, Mexiko). The Bridge ist die offizielle Zeitschrift von HKN.